# Ridder (titel)
Ridder is een adellijke titel. Voor ontstaan van de titel zie Ridder (ruiter) als militaire ruiter in de middeleeuwen.
De ridders hebben de laagste titel in de adel; onder hen staat de ongetitelde adel, baronnen staan hoger in rang. In de middeleeuwen was een ridder een bewapende ruiter, de stand der bewapende ruiters werd al snel een gesloten klasse.
De titel ridder komt in Nederland en België op twee manieren voor: "op allen" en "met het recht op eerstgeboorte". In het eerste geval heeft ieder mannelijk lid van de betreffende adellijke familie recht op de titel. In het tweede geval wordt de titel vererfd in Salische lijn. Dat wil zeggen dat de oudste mannelijke afstammeling van de eerste drager van de titel zich ridder mag noemen. De rest is dan dus titelloos. In Nederland is de titel ridder met recht van eerstgeboorte verleend aan leden van de geslachten De Bye en De Stuers; bij de overige geslachten is de titel "op allen" gekregen, zij het dat er ook titelloze adellijke takken bestaan bij de familie (van) Rappard.

## Ridders in Nederland
In de Nederlandse adel zijn de ridders een vreemd element. Voor "ridder" bestaat in Nederland geen vrouwelijk equivalent; zij voeren het predicaat jonkvrouw.
De titel wordt voor de stam- of geslachtsnaam geplaatst (zonder hoofdletter om verwarring tussen achternaam en titel te voorkomen). In de Nederlandse adel bestaan nog slechts zeven ridderlijke, niet uitgestorven geslachten:
- Familie: van der Does ridder de Bye (alleen de oudste van de ridderlijke tak draagt de titel van ridder);[1]
- Familie: ridder von Devivere;
- Familie: ridder Huyssen van Kattendijke (de oudste van het geslacht draagt de titel van baron);
- Familie: Bosch ridder van Rosenthal / Nedermeijer ridder van Rosenthal
- Familie: ridder van Rappard;
- Familie: ridder de van der Schueren;
- Familie: ridder de Stuers (alleen de oudste van de nog resterende derde tak draagt de titel ridder).

Zie ook de lijst van Nederlandse adellijke geslachten.

## Ridders in België
In de Zuidelijke Nederlanden voeren meerdere geslachten de titel van ridder (Frans: chevalier). De Oostenrijkse heersers verleenden deze erfelijke graad binnen de adel met een adelbrief, de jongere geslachten behoren dan ook tot de briefadel. Koning Willem I liet de adel in de Zuidelijke Nederlanden en het voormalige onafhankelijke bisdom Luik na 1814 reorganiseren. De ridders bleven bestaan en zij werden erkend of ingelijfd in de Nederlandse adel.
Opvallend is dat een aantal families afzag van het voeren van de titel van ridder. De titel was in de 18e eeuw in diskrediet geraakt door avonturiers als Giacomo Casanova. Hij had zichzelf "Chevalier de Seingalt" genoemd, en andere lieden van soms twijfelachtig adeldom. De oude Belgische ridderlijke families vertrouwden op hun status en het prefix "de" in hun naam.
In de 20e eeuw werd de titel van ridder weer populairder. Zo verkreeg in 1957 de familie Cleenewerck de Crayencour de titel bij recht van eerstgeboorte.
In de Belgische adel zijn 232 ridderlijke geslachten geregistreerd. Zie daarvoor de Lijst van Belgische adellijke families.

## Ridderschap
Een deelverzameling van de adel in een gewest noemt men wel de ridderschap, wat dus niet hetzelfde is als een ridderorde.
Afgezien van het woord ridderschap in de betekenis van "wat met de ridder verband houdt" en "het ridder zijn" waren er instituten en zijn er verenigingen die ridderschappen worden genoemd. De Ridderschap was tijdens het ancien régime in het Nederlands recht een deel van het openbaar lichaam of college waarin verder andere edellieden zoals de hoge adel en de stadsadel onderdeel van waren, niet alleen ridders maar ook baronnen, burggraven, graven, markiezen, prinsen, hertogen en ongetitelde edellieden van een provincie verenigd waren. Zij speelden een rol in het bestuur. De zeven, later 19 en na 1830 elf Nederlandse ridderschappen werden in 1850 bij het in werking treden van de door Thorbecke opgestelde Provinciewet opgeheven. In de middeleeuwen en in de Republiek der Vereenigde Nederlanden hebben tal van ridderschappen bestaan. Tegenwoordig zijn er verenigingen van edelen die zich "ridderschappen" noemen.

## Rangkroon in België en Nederland

Rangkroon van een ridder

Volgens een besluit uit 1817 van koning Willem I van Nederland hebben (erf)ridders in Nederland én België het recht om boven hun familieschild een rangkroon te voeren die bestaat uit een ring van effen goud (zonder edelstenen) met daarop vijf gouden punten met op ieder top een parel. Bovendien is de ring omwikkeld met een snoer van parels.